# 마음은 외로운 사냥꾼 (1968년 영화)
마음은 외로운 사냥꾼(The Heart Is A Lonely Hunter)은 미국에서 제작된 로버트 엘리스 밀러 감독의 1968년 드라마 영화이다. 알란 아킨 등이 주연으로 출연하였고 토머스 C. 라이언 등이 제작에 참여하였다.

## 출연

### 주연
- 알란 아킨

### 조연
- 손드라 록

## 제작진
- 원작자: 카슨 매컬러스
- 미술: 리로이 딘